# Kanton Mont-de-Marsan-Sud
Der Kanton Mont-de-Marsan-Sud ist ein ehemaliger, von 1973 bis 2015 bestehender französischer Wahlkreis im Arrondissement Mont-de-Marsan, im Département Landes und in der Region Aquitanien; sein Hauptort war Mont-de-Marsan.

## Gemeinden
Der Kanton umfasste die Wahlberechtigten eines Teils der Stadt Mont-de-Marsan und weiteren neun Gemeinden. Er hatte im Jahr 2012 33.912 Einwohner. 
| Gemeinde             | Einwohner Jahr | Fläche km² | Bevölkerungsdichte | Code INSEE | Postleitzahl |
| -------------------- | -------------- | ---------- | ------------------ | ---------- | ------------ |
| Benquet              | 1587 (2013)    | –          | – Einw./km²        | 40280      | 40037        |
| Bougue               | 703 (2013)     | –          | – Einw./km²        | 40090      | 40051        |
| Bretagne-de-Marsan   | 1517 (2013)    | –          | – Einw./km²        | 40280      | 40055        |
| Campagne             | 1003 (2013)    | –          | – Einw./km²        | 40090      | 40061        |
| Haut-Mauco           | 897 (2013)     | –          | – Einw./km²        | 40280      | 40122        |
| Laglorieuse          | 541 (2013)     | –          | – Einw./km²        | 40090      | 40139        |
| Mazerolles           | 692 (2013)     | –          | – Einw./km²        | 40090      | 40178        |
| Mont-de-Marsan       | 31.334 (2013)  | –          | – Einw./km²        | 40090      | 40192        |
| Saint-Perdon         | 1650 (2013)    | –          | – Einw./km²        | 40280      | 40280        |
| Saint-Pierre-du-Mont | 9337 (2013)    | –          | – Einw./km²        | 40280      | 40281        |